# 震撼世界的七日
《震撼世界的七日》是一部2008年首播的中国大陆当代、灾难、纪实题材电视剧，由北京市广播电视局、中国电视剧制作中心、上海文广新闻传媒集团等联合出品，赵浚凯、张子扬执导，并由陈宝国、蒋雯丽、陈建斌、孙俪、程煜、奚美娟等领衔主演，众多明星不计片酬客串出演。全剧以2008年5月12日汶川大地震发生后的前七天为背景，表现了灾区军民在国家的有力支援下团结一心，合力抗震救灾的主旋律事迹。
本剧于2008年6月6日（即地震发生后不到一个月）在位于震中的四川汉旺镇正式开机，全程实地拍摄，6月20日杀青关机，前后仅用时15天。同年7月16日，本剧在中央电视台综合频道（CCTV-1）黄金档全国首播。

## 制作人员
- 总导演:赵浚凯、张子扬
- 总编剧:徐萌

## 演员名单
- 陈宝国 饰 沈伯男
- 孙　俪 饰 唐瑶瑶（原型：陈坚的妻子谭小凤）
- 蒋雯丽 饰 杜丽娟
- 陈建斌 饰 周北川
- 程　煜 饰 刘大林
- 奚美娟 饰 陈　曼
- 曾志伟 饰 志　伟
- 刘　佳 饰 苏　瑗
- 范　伟 饰 庄西伟
- 童　蕾 饰 蒋梅梅（原型：蒋梅）
- 于荣光 饰 安维民
- 于　娜 饰 徐　宁
- 张卫健 饰 谭校长
- 王珞丹 饰 关小西
- 杜志国 饰 王远征
- 王　茜 饰 王美华
- 江思莹 饰 童　瑞
- 罗嘉良 饰 丁海平
- 贾晓晨 饰 冯　倪
- 黄海波 饰 姜　辉（原型：陈坚）
- 王力可 饰 李　可
- 何政军 饰 肖　震
- 郑卫莉 饰 徐　健
- 丁志诚 饰 顾家明
- 魏骏杰 饰 彭铁军
- 李　强 饰 派出所所长
- 甘婷婷 饰 杨　晶
- 唐于鸿 饰 赵小爱
- 高亚麟 饰 高一强
- 高　斯 饰 钟燕子
- 杜旭东 饰 邓伯龙
- 范志博 饰 唐佳慧
- 王　强 饰 郭自强
- 郭昊伦 饰 王　刚
- 蔡雯艳 饰 谭美华
- 孙洪涛 饰 陈剑飞
- 陈亦然 饰 赵小丽
- 叶　静 饰 岳　鹏
- 雷　汉 饰 主　编
- 肖　聪 饰 周　勋
- 武　强 饰 张俊龙
- 曹克难 饰 洛主任
- 邹　爽 饰 蒋小飞
- 李虎城 饰 王师傅
- 崔志刚 饰 周明安
- 苏　立 饰 周　妻
- 徐梓博 饰 白晓军
- 黄成果 饰 刘自强
- 王雪纯 饰 蔡可可
- 赵俊源 饰 马小路

## 争议
《震撼世界的七日》用20天的时间就完成制作，并以极短时间上映。但此片的仓促上马也引起争议。

## 节目变迁
| 中国中央电视台综合频道 黄金剧场 週一至週日 20:00~22:00 | 中国中央电视台综合频道 黄金剧场 週一至週日 20:00~22:00 | 中国中央电视台综合频道 黄金剧场 週一至週日 20:00~22:00 |
| ------------------------------------------------------ | ------------------------------------------------------ | ------------------------------------------------------ |
|                                                        | 震撼世界的七日 （2008.7.16 - 2008.7.22）               |                                                        |
| 旗舰 （2008.6.17 - 2008.7.15）                         | 静静的白桦林 （2008.7.23 - 2008.8.6）                  |                                                        |